# Goniacodon
Goniacodon és un gènere extint de mesonics triisodòntids que visqueren durant el Paleocè a Nord-amèrica. El 2010 es descrigueren les primeres restes del Paleocè superior d'aquest gènere.